# Krnica, Pišnica
Krnica je približno 6 km dolga gorska dolina južno od Kranjske Gore, v območju Triglavskega narodnega parka. Začenja se pri kranjskogorskem umetnem jezeru Jasna in poteka vzdolž gorskega potoka Velika Pišnica v smeri proti gori Razor. Zahodno nad dolino se vije cesta na gorski prelaz Vršič. Sicer Krnico obkrožajo gore Križ (2410 m), Škrlatica (2740 m), Špik (2472 m) in Prisojnik (2547 m). Koča v Krnici (1113 mnm, od Kranjske Gore je oddaljena dobro uro hoda) je eno izmed izhodišč za vzpone nanje.

## Galerija
- Krnica, na desni Razor
- Koča v Krnici pod ostenjem Prisojnika
- Velika Pišnica v Krnici.